# 류진 (기업인)
류진(柳津, 1958년 3월 5일 ~ )은 대한민국의 기업인으로, (주)풍산의 현직 회장이다. 본관은 풍산 류씨이다. 1982년 풍산에 입사하여 1997년 대표이사를 역임했고, 2000년 4월 회장에 취임했다.
전국의 몇 학교의 이사장을 겸직하고 있는데, 대표적으로는 풍산고등학교의 이사장을 들 수 있다. 2011년 2월 25일 한국비철금속협회 회장에 취임했다. IWCC(International Wrought Copper Council)의 회장도 겸직하고 있다.

## 참조
1. ↑  2006 재계 인맥·혼맥 대탐구 : 풍산그룹-류진 회장家《서울신문》, 2006년 2월 20일